# Федеральный финансовый суд Германии

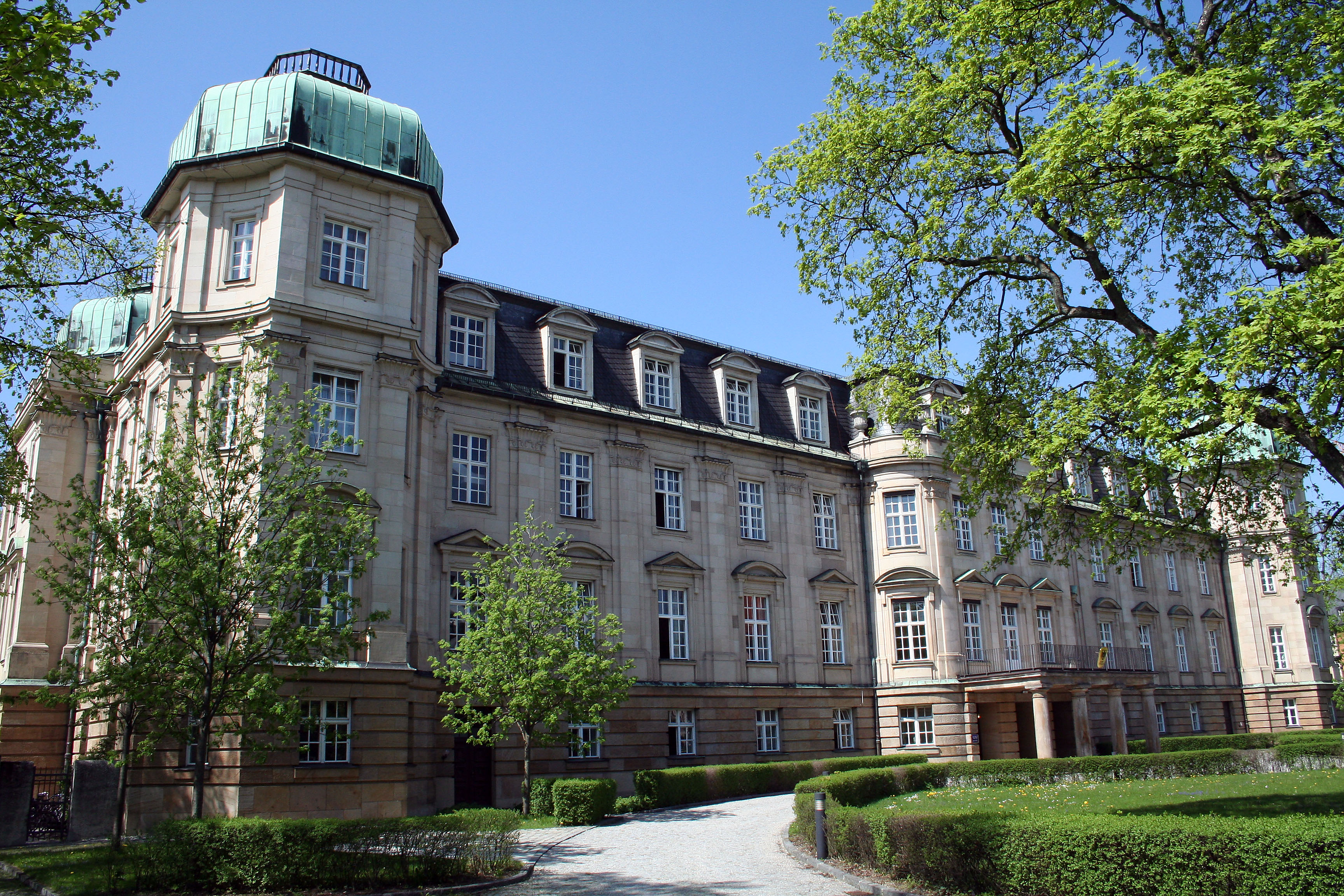
Федеральный финансовый суд Германии размещается в мюнхенском районе Богенхаузен

Федеральный финансовый суд (нем. Bundesfinanzhof, сокр. BFH) — государственный орган, являющийся высшим судебным органом Германии, рассматривающим дела, связанные с налогами и сборами, а также таможенные споры. ФФС является преимущественно кассационной инстанцией, проверяющей правильность решений, вынесенных нижестоящими финансовыми судами. Размещается в Мюнхене.
Суд был создан в 1950 году в соответствии с абз. 1 ст. 95 Основного закона ФРГ. До 1970 года суд подчинялся немецкому министерству финансов, что порождало сомнения в его объективности. В настоящее время суд подчиняется министерству юстиции лишь в административно-техническом плане; при осуществлении своих полномочий он независим.